# Polacantha gracilis
Polacantha gracilis är en tvåvingeart som först beskrevs av Christian Rudolph Wilhelm Wiedemann 1828.  Polacantha gracilis ingår i släktet Polacantha och familjen rovflugor. Inga underarter finns listade i Catalogue of Life.